# Xaniona maculipennis
Xaniona maculipennis är en insektsart som först beskrevs av Curtis 1837.  Xaniona maculipennis ingår i släktet Xaniona och familjen dvärgstritar.
Artens utbredningsområde är Storbritannien. Inga underarter finns listade i Catalogue of Life.